# Pipistrel
Pipistrel d.o.o Ajdovščina é um fabricante de aeronaves leves, criada em 1987 por Ivo Boscarol e com base em Ajdovščina. As suas instalações estão localizadas em Ajdovščina e perto da cidade de Gorizia, Itália. Até junho de 2016, a Pipistrel tinha produzido mais de 1500 aeronaves.
Em abril de 2022, a empresa foi adquirida pela Textron.

## História
Devido a restrições legais impostas pelo governo da Jugoslávia durante a década de 1980, a primeira aeronave voou secretamente à noite, entre o anoitecer e o escuro. O tempo de voo e a forma de asa-delta fez com que a aeronave fosse apelidada de "pipistrellus", morcego em Latim, o que deu nome à marca.
Em agosto de 2012, a Pipistrel foi atingida por uma breve proibição de importação emitida pela Administração Federal de Aviação.  A Pipistrel tinha aberto uma fábrica na Itália para beneficiar o país de acordos bilaterais com os Estados Unidos. Durante uma verificação de rotina, a AFA conseguiu localizar a fábrica italiana no Google Earth e proibiu a importação de alguns produtos.
Em julho de 2015, a Siemens, provedora do motor Dynadyn usado no modelo Alpha Eletro, alertou a Pipistrel para que não usasse aqueles motores para voos sobre a água, quando a Pipistrel estava prestes a executar um voo histórico de ida e volta movido a eletricidade em vez de gasolina por cima do Canal da Mancha. Ao mesmo tempo, a Airbus preparava exatamente o mesmo, com um avião movido por um motor também fornecido pela Siemens, e pensa-se que a Siemens foi pressionada pela Airbus.
Em 12 de outubro de 2015,  a Pipistrel ganhou o concurso internacional emitido pelo Ministério Indiano da Defesa, para o fornecimento de 194 Pipistrel Virus SW 80 para a Força Aérea Indiana, entre outros órgãos de defesa da Índia.

## Aeronaves

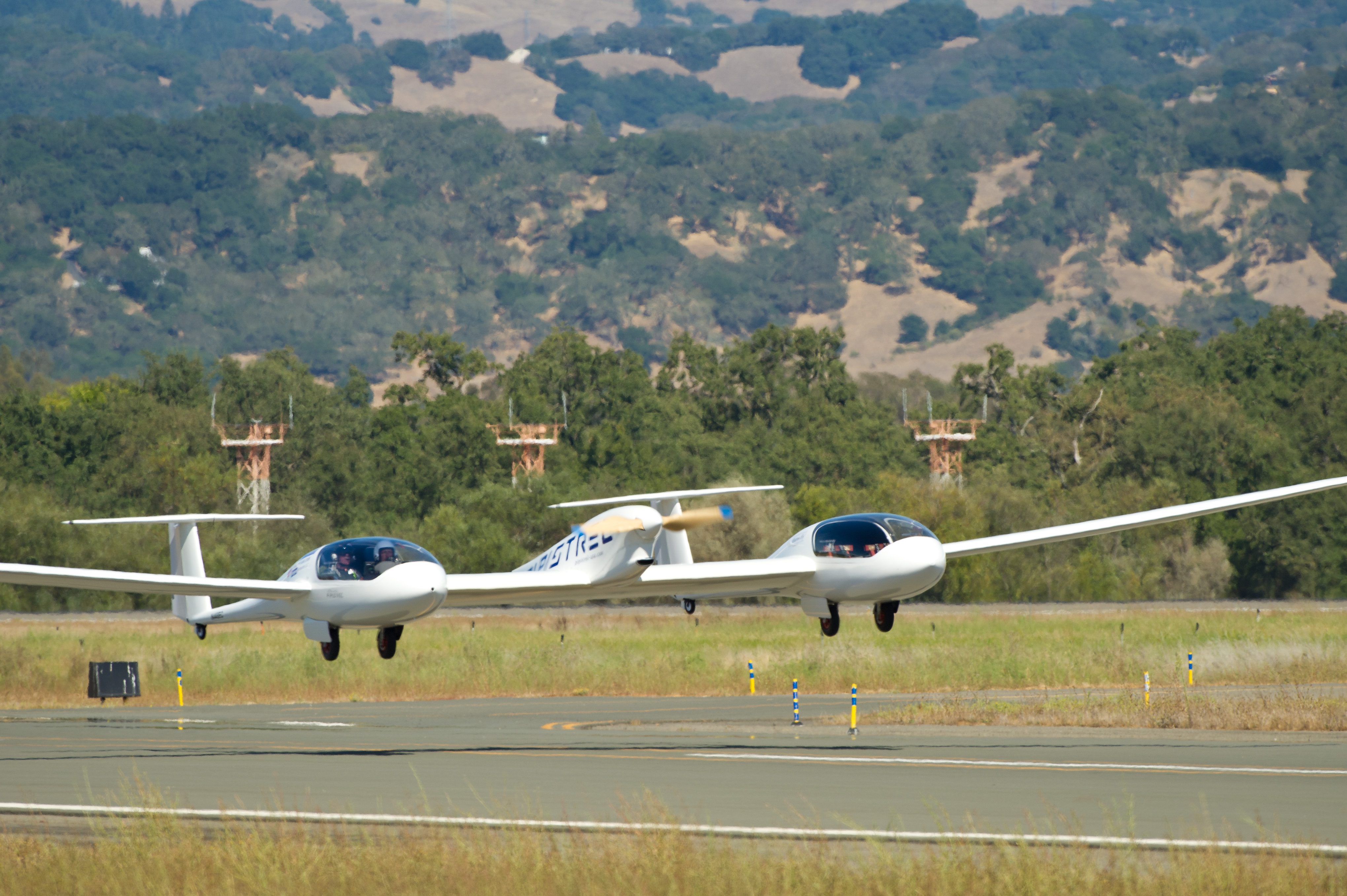
Descolagem do Pipistrel Taurus G4 em 2011 no Desafio do Voo Verde

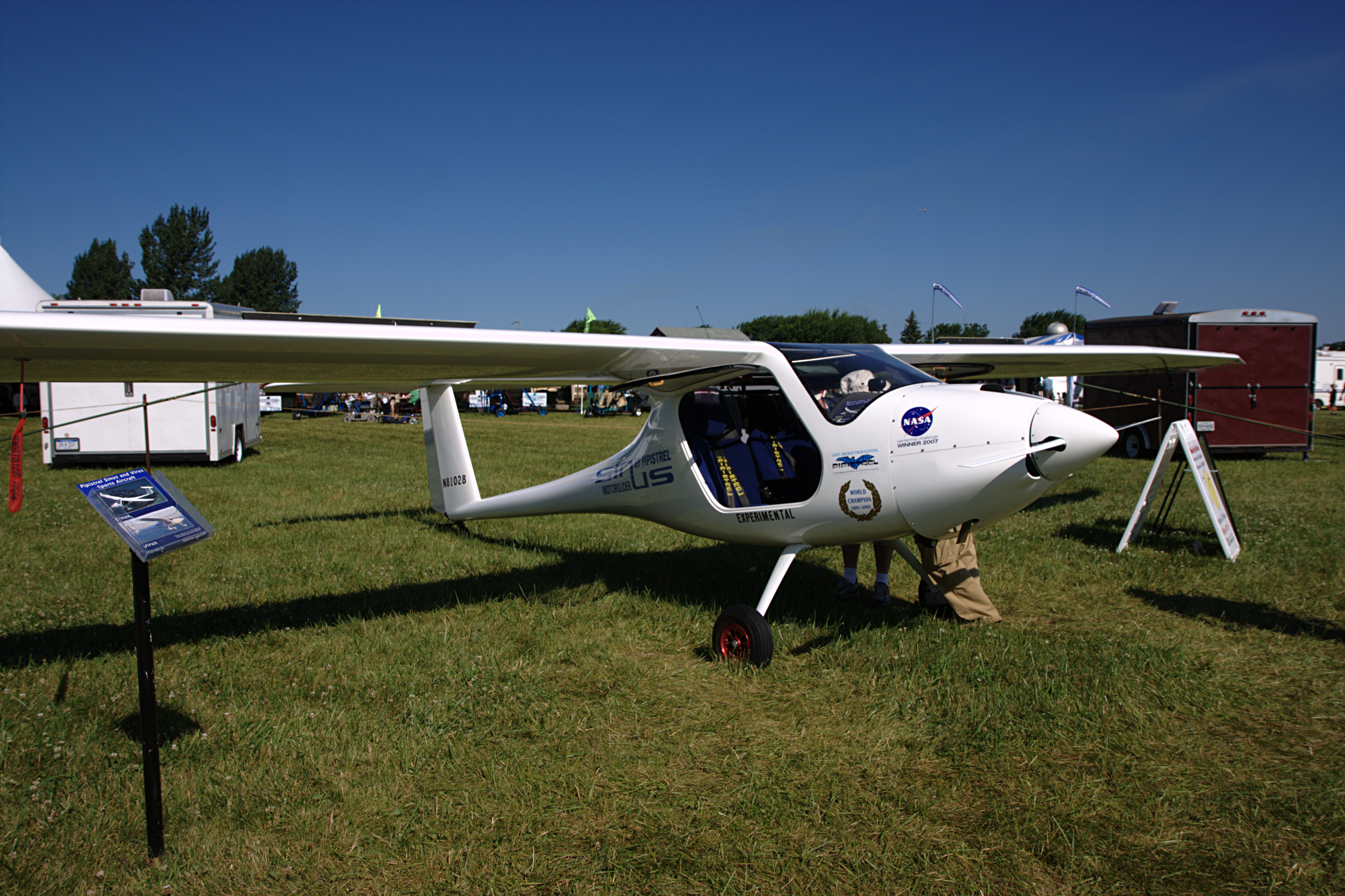
Pipistrel Sinus

- Pipistrel Alpha Trainer
- Pipistrel Apis
- Pipistrel Apis-Bee
- Pipistrel Apis Eletro
- Pipistrel Panthera
- Pipistrel Sinus
- Pipistrel Spider
- Pipistrel Taurus
- Pipistrel Taurus Eletro
- Pipistrel Taurus G4
- Pipistrel Twister
- Pipistrel Virus
- Pipistrel Virus SW
- Pipistrel WATTsUP Electric Traner

## Prémios e recordes
- 2001: 1º lugar na categoria de aviões de dois lugares no World Air Games, em Espanha
- 2007:
  - 2 Desafios Centenários da NASA
  - Desafio de veículos aéreos pessoais[11]
- 2008: Desafio Tecnológico de Aviação Geral
- 2010: Prêmio UKTI pela Inovação[12]
- 2011: CAFE/NASA/Desafio Voo Verde Google para a energia-eficiente em aeronaves com quatro lugares pelo avião elétrico Taurus G4.[13]
- 10 Recordes Mundiais.[14]